# Pleocoma conjungens
Pleocoma conjungens är en skalbaggsart som beskrevs av Horn 1888. Pleocoma conjungens ingår i släktet Pleocoma och familjen Pleocomidae. Utöver nominatformen finns också underarten P. c. lucia.